# Özlem Türeci
Özlem Türeci (Lastrup, Baja Sajonia, Alemania, 6 de marzo de 1967) es una médica, inmunóloga y empresaria alemana de origen turco. Es cofundadora y directora médica de BioNTech. En el año 2020, Türeci y su equipo desarrollaron una vacuna, basada en ARNm, contra el SARS-CoV-2.

## Carrera

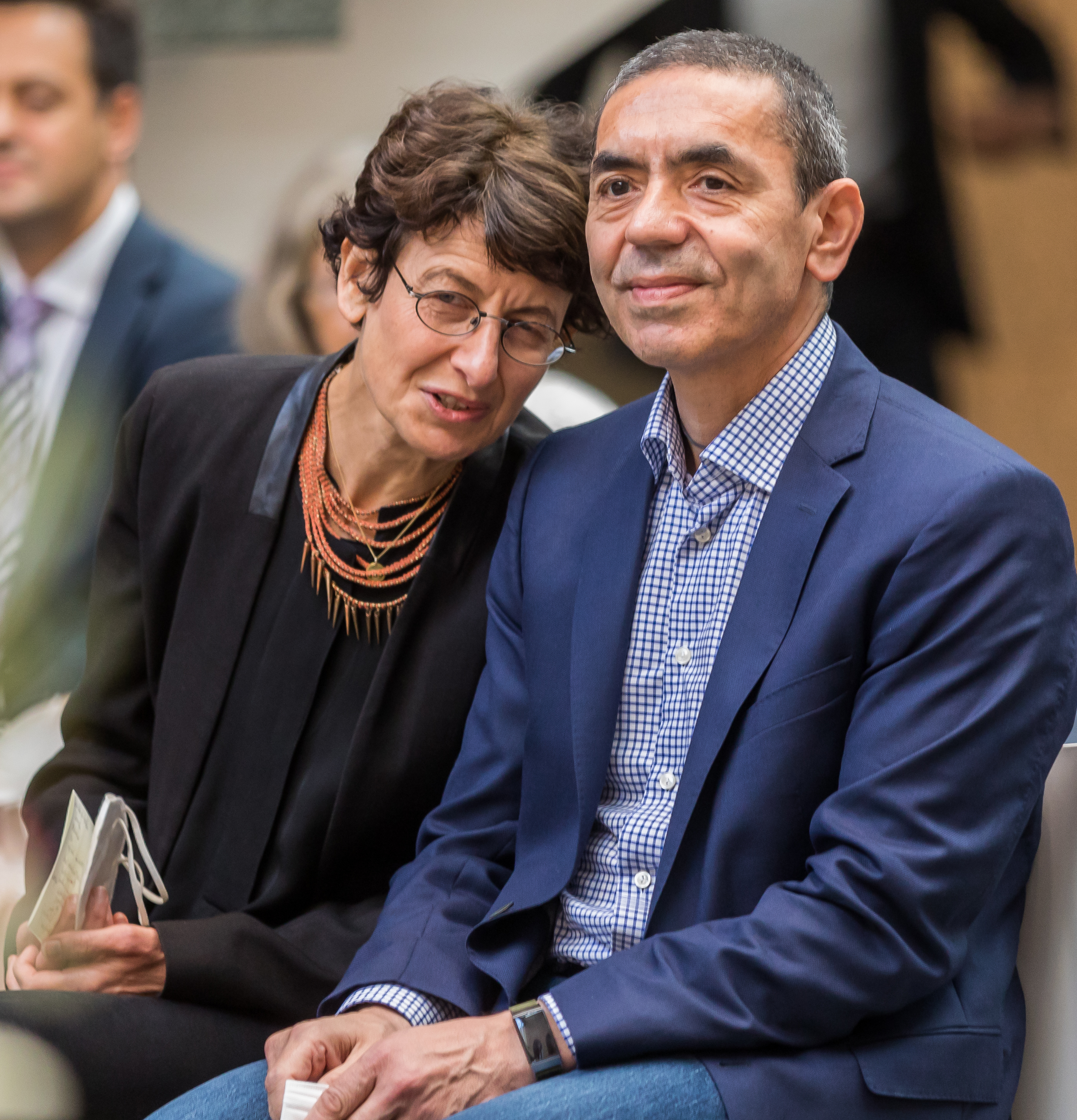
Özlem Türeci y Uğur Şahin, fundadores de BioNTech

Türeci es cofundadora y directora médica de BioNTech. También preside la Asociación para la Inmunoterapia del Cáncer (CIMT), con sede en Maguncia. Fue una de las iniciadoras del Cluster para la Intervención Inmune Individualizada de la región Rin-Meno, la cual preside, y es conferenciante en la Universidad de Maguncia.
Es una pionera en la inmunoterapia contra el cáncer y ha trabajado en el desarrollo de vacunas individualizadas contra el cáncer basadas en ARN mensajero.
En 2001, Türeci colaboró en la fundación de Ganymed Pharmaceuticals como directora científica de la misma, de la que alcanzaría la dirección ejecutiva en 2008. Ganymed pasó a ser filial de Astellas Pharma a raíz de su adquisición en 2016 por 1300 millones de euros, en la que fue la mayor adquisición en la industria biotecnológica alemana hasta la fecha.
Durante la pandemia de COVID-19, Türeci dirigió su actividad a la búsqueda de una vacuna contra el SARS-CoV-2, el virus responsable de la COVID-19, en asociación con Pfizer. El 11 de noviembre de 2020, Pfizer informó que Tozinameran, la vacuna desarrollada por Türeci y su equipo tenía una eficacia de más del 90 % en proporcionar inmunidad frente al virus.

## Premios
- Premio Georges Köhler de la Sociedad Alemana de Inmunología (2005).[10][11]
- Premio de Sostenibilidad Nacional de Alemania, Premio Honorario (2020).[12]
- Premio Internacional Cataluña 2020.
- Persona del Año del Financial Times (2020).[13]
- Premio Princesa de Asturias de Investigación Científica y Técnica (2021), junto con Katalin Karikó, Drew Weissman, Philip Felgner, Uğur Şahin, Derrick Rossi y Sarah Gilbert por su contribución científica encaminada a enfrentar la pandemia de COVID-19 y que «de forma independiente, han contribuido al desarrollo de alguna de las vacunas aprobadas hasta la fecha, todas ellas basadas en diferentes estrategias, que tienen la proteína S como blanco común».[14]
- Werner von Siemens Ring en 2022.

## Vida privada
Türeci nació en Lastrup, Baja Sajonia, de padres turcos y se ha descrito como «una turca prusiana». Su padre trabajaba como cirujano en un pequeño hospital católico de Lastrup.
Obtuvo su doctorado en la Facultad de Medicina de la Universidad del Sarre con una tesis sobre el tratamiento de inmunoterapia para células cancerosas. Conjuntamente con su marido fue incluida entre los cien alemanes más ricos a raíz de la venta de la empresa que ambos fundaron.
Türeci está casada con otro investigador biomédico, Uğur Şahin, desde 2002, y la pareja tiene una hija. En el día de su boda, tras la ceremonia regresaron al laboratorio a trabajar.
A propuesta del grupo parlamentario de Renania-Palatinado del SPD, será miembro con derecho a voto en la 17.ª Asamblea Federal para la elección presidencial de Alemania de 2022.